# Eutropis allapallensis
Eutropis allapallensis är en ödleart som beskrevs av  Schmidt 1926. Eutropis allapallensis ingår i släktet Eutropis och familjen skinkar. Inga underarter finns listade i Catalogue of Life.